# Sanjak-bey
Sanjak-bey, sanjaq-bey o -beg (turco otomano: سنجاق بك) (lit. 'señor del estandarte') era el título otorgado en el Imperio otomano a un bey (un oficial de alto rango, pero generalmente no llegaba a bajá) designado para el mando militar y administrativo de un distrito (sanjak, en árabe Liwā'), de ahí el título árabe equivalente de amir liwa (árabe: أمير لواء, 'amīr liwā').
Era responsable ante su superior, un valí u otro gobernador provincial. En algunos casos, el propio sanjak-bey respondía directamente ante Estambul.

## Historia
Al igual que otros primitivos cargos administrativos otomanos, el sanjak-bey tenía un origen militar: el término sanjak (y liva) significa 'bandera' o 'estandarte' y denotaba la insignia alrededor de la cual, en tiempos de guerra, los soldados de caballería tenían feudos otorgados por los sultanes otomanos (timares o ziamets) en un distrito específico. El sanjakbey estaba a su vez subordinado a un beylerbey ('bey de beyes') que gobernaba un eyalato y comandaba a sus subordinados sanjak-beys en la guerra. De esta forma, la estructura de mando en el campo de batalla se parecía a la jerarquía del gobierno provincial.
El cargo de sanjak-bey se parecía al de beylerbey en una escala más modesta. Al igual que el beylerbey, el sanjak-bey obtenía sus ingresos de una prebenda, que generalmente consistía en ingresos de las ciudades, muelles y puertos dentro de los límites de su sanjak. Dentro de su propio sanjak, un gobernador era responsable, sobre todo, de mantener el orden y, con la cooperación de los poseedores del feudo, arrestar y castigar a los malhechores. Por ello, solía recibir la mitad de las multas impuestas a los malhechores, recibiendo la otra mitad el feudo en cuyas tierras se produjo la fechoría. Los gobernadores de los sanjaks también tenían otras obligaciones, por ejemplo, la persecución de bandidos, la investigación de herejes, la provisión de suministros para el ejército o el envío de materiales para la construcción naval, cuando lo ordenaba el sultán.